# イクサガミ
『イクサガミ』は、今村翔吾による日本の小説。講談社より文庫書き下ろしの長編小説として出版された。

## 概要
「羽州ぼろ鳶組」シリーズや「くらまし屋稼業」シリーズなどで知られる今村翔吾の大人気シリーズ。『小説現代』2022年1月・2月合併号で、書籍発売前に『イクサガミ天』が全編公開された。書籍は講談社文庫から発売され、『天・地・人・神』の四部作で完結する。カバーイラストは『東京喰種』や『超人Ｘ』の作者である石田スイが手掛けた。
面白さを追求した王道時代小説で、読みやすさとエンターテイメント性から読者には若い世代も多い。今村は山田風太郎を意識したとインタビューで答えており、最古剣術『京八流』の奥義が登場したり、派手なアクションシーンがあるなど、躍動感があるストーリー展開が特徴的である。
本作のオーディオブックも出されている他、『モーニング』（講談社）にて2023年2・3合併号からコミカライズ版が連載されている。作画担当は立沢克美。
『イクサガミ天』は「時代小説SHOW」2022年時代小説ベスト10 文庫書き下ろし部門 第一位を獲得。また「読書メーター OF THE YEAR 2022」第二位に文庫ながら異例のランクインを果たした。

## あらすじ
明治時代の日本が舞台。大金を得る機会を与えるとの怪文書により、明治11年2月に腕に覚えがある292人が深夜の京都・天龍寺に集まった。
始まったのは、七つの掟が課せられた奇妙な「遊び」。点数を集めながら、東海道を辿って東京を目指せという。参加者には木札が配られ、1枚につき1点を意味する。点数を稼ぐ手段は、ただ一つ。
大金を必要としていた剣客・嵯峨愁二郎は、十二歳の少女・双葉と共に道を進んでいくが、強敵が次々現れる。金か、命か、誇りか。滅びゆく侍たちの死闘が始まる。

## 書誌情報

### 小説
文庫版
- 今村翔吾 『イクサガミ』 講談社〈講談社文庫〉既刊3巻
  - 天：2022年2月15日発売、ISBN 978-4-06-526986-2
  - 地：2023年5月16日発売、ISBN 978-4-06-528012-6
  - 人 : 2024年11月15日発売、ISBN 978-4-06-531163-9

### 漫画
- 今村翔吾（原作） / 立沢克美（作画）『イクサガミ』講談社〈モーニングKC〉、既刊4巻（2024年5月22日現在）
  1. 2023年4月21日発売[2]、ISBN 978-4-06-531334-3
  2. 2023年7月21日発売[3]、ISBN 978-4-06-532393-9
  3. 2023年12月21日発売[4]、ISBN 978-4-06-534013-4
  4. 2024年5月22日発売[5]、ISBN 978-4-06-535583-1

## 登場人物

### 主要人物
嵯峨 愁二郎（さが しゅうじろう）
本作の主人公。登場時年齢28。五尺八寸。武器は刀。札番号は百八。五条大橋に捨てられていたのを師匠に拾われ、鞍馬の山中で育つ。
『京八流』の後継者の一人。奥義「武曲」と、一貫から譲り受けた「北辰」を会得している。
鞍馬での継承戦を逃げ出した後、東京を経て京へ。『刻舟（こくしゅう）』と呼ばれる剣客として活躍し、戊辰戦争や上野戦争にも参加した。　明治維新後は刀を捨てた生活を過ごしていた。
家族のために大金が必要となり、豊国新聞の存在を知る。半信半疑ながら再び刀を手にし、単身京都・天龍寺へと向かった。
香月 双葉（かつき ふたば）
丹波の亀岡出身。12歳。武器は短剣。札番号は百二十。母の虎狼痢を治すため、豊国新聞を頼りに京へと向かった。
父から天道流を習い、多少剣の心得がある。
柘植 響陣（つげ きょうじん）
元伊賀同心。登場時年齢28。武器は銑鋧（せんけん、手裏剣の意）などの暗器。
普段は上方訛りで話すが、声音や話し方を自由に変えることが出来る特技を持つ。変装も得意。
女性を助けるため、京都・天龍寺へと向かった。
化野 四蔵（あだしの しくら）
愁二郎の兄弟の一人。兄弟の中で最も才があった。札番号は七。
『京八流』の後継者の一人。奥義「破軍」を会得。
衣笠 彩八（きぬがさ いろは）
愁二郎の兄弟の一人。武器は刺刀と一尺三寸程の小脇差。札番号は百六十八。
『京八流』の後継者の一人。奥義「文曲」を会得。
カムイコチャ
アイヌの民。22歳。武器は弓矢、剣、 弩（いしゆみ、アイヌでいうアマッポ）。
カムイコチャとは『神の子』という意味を持つ通り名。本名はイソンノアシで『狩人の名人』という意。
図抜けた弓矢の腕前で、6歳でユクを仕留めた。
故郷の大地を守るため、京都・天龍寺へと向かった。
貫地谷 無骨（かんじや ぶこつ）
『乱切りの無骨』という二つ名で呼ばれ、戊辰戦争で戦死したと思われていたが、京都・天龍寺に姿を現す。
出生は播州姫路と記載されているが、備中訛りがあり定かではない。
菊臣 右京（きくおみ うきょう）
33歳。総髪で一重の美形。六尺近い。武器は三尺を超える野太刀。
汚名を雪ぎたい者たちのために大金を求めている。命懸けの闘いの中でも卑怯な行為はせず、正々堂々と勝つことに拘っている。
花山院家の家僕で、花山院家に伝わる太刀の秘伝『太刀四十二ケ条』を習得している。

狭山 進次郎（さやま しんじろう）
元御家人の跡取り。23歳。札番号は二百六十九。
父が居酒屋を始めたが虎狼痢のために客足が途絶え、日々の生活のたっめに高利貸しに金を借りた。借金は膨らんでいき、店が取り上げられそうな時に豊国新聞の存在を知り、お金を得るために京へと向かった。
だが特筆した剣技を持ち合わせておらず立ち往生していたところ、番場に脅され、子分として従いながら『こどく』を進んでいくことになる。
祇園 三助（ぎおん さんすけ）
愁二郎の兄弟の一人。
『京八流』の後継者の一人。奥義「禄存」を会得。
岡部 幻刀斎（おかべ げんとうさい）
朧流の継承者。70歳程度。武器は仕込み杖。

### 『こどく』主催者
槐（えんじゅ）
瓜実顔で鼻は低く、能面のような男。
京都・天龍寺にて、『コドク』の開始を告げる。
橡（つるばみ）
愁二郎の担当。五尺四寸。
平岸（ひらぎし）
7人の秘書をまとめる秘書長。

### 『こどく』参加者
立川 孝右衛門（たちかわ こうえもん）
旧加賀藩士。33歳程度。武器は長刀。札番号は百七。
金沢の町で豊国新聞を手に入れ、金沢から京都・天龍寺へと向かった。
安藤 神兵衛（あんどう じんべえ）
旧淀藩の武士。23,4歳。御一新後は京都府庁第四課に所属し、「疾風の安神」と呼ばれている。
自信の腕前に自信を持っており、あと数年早く生まれていたら新選組にも負けないと周囲に語っている。
尾鷲 孫太郎（おわせ まごたろう）
三重県庁第四課。武器は刃渡り一尺三寸ほどの小太刀とサーベル。札番号は十五。
木田 源左衛門（きだ げんざえもん）
元狭山藩士。
赤山 宋適（あかやま そうてき）
伊予国今治の出身。42歳。武器は医療刀であるメス。
今治藩に仕えた医者で、御一新後も愛媛県の官医となった。だが天性の博打好きのため借金が膨らみ、お金のために『こどく』に参加した。
藩医時代、同年代の武芸指南役から護身用として銑鋧術を習っていた。
川本 寅松（かわもと とらまつ）
32歳。武器は妻手指（えびらさし）。
赤山に金を貸した者の一味。親分に命じられて赤山を監視するため、医者の従者に扮していた。
番場（ばんば）
紀伊熊野の出。武器は刀。
表向きには漁師だが、裏では海賊働きをしていた。

### 親族関係者
志乃（しの）
愁二郎の妻。200年以上続く医者の家系で生まれた。父親は京都で開業している医者で、志乃自ら医術を志した。
緒方洪庵が開いた大阪にある適塾で医術を学び、町医者となった。
十也（とおや）
愁二郎の息子。7歳。
香月 栄太郎（かつき えいたろう）
双葉の父。旧亀山藩士、天道流の武芸指南役。
御一新後は帰農したが、1876年に巡査として官吏に取り立てられた。警視隊として活躍後、西南の役で亡くなる。
赤池 一貫（あかいけ いっかん）
愁二郎の兄。四年前に亡くなる。
『京八流』の後継者の一人。奥義「北辰」を会得。
壬生 風五郎（みぶ ふうごろう）
愁二郎の兄弟の一人。六尺三寸。
『京八流』の後継者の一人。奥義「巨門」を会得。
烏丸 七弥（からすま しちや）
愁二郎の兄弟の一人。
『京八流』の後継者の一人。奥義「廉貞」を会得。
イワケシ
村の長。カムイコチャの父と同年代。
ウタリアン
隣村の長。カムイコチャの1つ年上。
蜂起して和人と戦ったが破れ、村は壊滅した。
シバウ
元イワケシの村にいた男。和人たちの町に住まい、アイヌとの交易の仲立ちをしている。
カムイコチャが金を求めていると知り、豊国新聞のことを知らせた。
花山院 家理（かざんいん いえのり）
花山院家の当主。

### その他の登場人物
弥兵衛（やへえ）
高倉通にある宿「薊屋（あざみや）」の主人。
愁二郎が洛中に滞在していたころよく利用していたので顔なじみ。愁二郎には娘を助けてもらった恩がある。
姉小路 公知（あねこうじ きんとも）
禁裏朔平門外の猿ケ辻で襲撃される。
田中 新兵衛（たなか しんべえ）
薩摩藩士。人斬りとの異名が高い。
姉小路公知の下手人と疑われ、京都町奉行所に捕らえられる。だが尋問が行われる前に切腹した。
佐田 秀（さだ ひずる）
長府報国隊（長州藩の支藩である長府藩に属する隊）にいたが、真に国に報いたいという気持ちから離脱する。
故郷である豊前宇佐（ぶぜんうさ）にて挙兵準備を進め、花山院隊と名乗るようになる。
熊野 直介（くまの なおすけ）
長州藩の藩士。長府報国隊。
福原 和勝（ふくばら かずかつ）
長州藩の藩士。長府報国隊。

## 用語
京八流
最古の剣術ともいわれる流派で、起原は源平の頃にまで遡る。鬼一法眼が始祖で、九郎判官、源義経も学んだとされている。
必ず八人の継承者を用意し、最後の試練を制した者が次の後継者となる。継承戦を拒否することは出来ず、逃亡した者は、始末人に消されるという末路を辿る。七百年もの間、一子相伝で継承されてきた。
「北辰（ほくしん）」「武曲（ぶきょく）」「禄存（ろくぞん）」「破軍（はぐん）」「巨門（こもん）」「貧狼（とんろう）」「廉貞（れんじょう）」「文曲（ぶんきょく）」という星の名を冠した8つの奥義があり、八人の弟子に一人一つ伝授される。
朧流
秘伝の京八流を唯一知る流派。当主は代々「幻刀斎（げんとうさい）」と呼ばれ、京八流継承者に匹敵する実力を持つ。
毎年一度、京八流の継承者と幻刀斎は面会をしている。
幻刀斎は、京八流の継承戦から逃げ出した者は狩る役割がある。
蠱毒（こどく）
大陸の呪術。古来、五月五日に行われるとされている。
蛇、蛙、百足、蛾、虱など百の虫を一つの壺に入れ、放置して共食いをさせる。
最後に勝ち残ったものが神気を帯びるとされ、これを祀れば思い通りの富貴を得られるとも、どんな壮健な者でも殺める毒を作れるともいう。

## Webドラマ
Netflixにてドラマ化され2025年11月から配信予定。主演は岡田准一。

### キャスト
- 嵯峨愁二郎 - 岡田准一
- 香月双葉 - 藤﨑ゆみあ[7]
- 衣笠彩八 - 清原果耶[7]
- 柘植響陣 - 東出昌大[7]
- カムイコチャ - 染谷将太[7]
- 化野四蔵 - 早乙女太一[7]
- 祇園三助 - 遠藤雄弥[7]
- 櫻 - 淵上泰史[7]
- 狭山進之介 - 城桧吏[7]
- 安藤神兵衛 - 山田孝之[7]
- 立花雷蔵 - 一ノ瀬ワタル[7]
- 嵯峨志乃 - 吉岡里帆[7]
- 槐 - 二宮和也[7]
- 菊臣右京 - 玉木宏[7]
- 貫地谷無骨 - 伊藤英明[7]

### スタッフ
- 原作 - 今村翔吾『イクサガミ』シリーズ（講談社文庫刊）
- プロデューサー・アクションプランナー - 岡田准一
- 監督 - 藤井道人、山口健人、山本透
- 脚本 - 藤井道人、山口健人、八代理沙
- 音楽 - 大間々昂
- 撮影 - 今村圭佑、山田弘樹
- 照明 - 平林達弥、野田真基
- プロダクションデザイナー - 宮守由衣
- 衣装デザイン - 宮本まさ江
- キャラクタースーパーバイザー - 橋本申二
- VFX - 横石淳
- 助監督 - 山本透、平林克理
- エグゼクティブ・プロデューサー - 高橋信一
- プロデューサー - 押田興将
- 制作プロダクション - オフィス・シロウズ
- 企画・製作 - Netflix

## その他
作曲家・山田竜平による小説をイメージして書き下ろしたオリジナル楽曲がある。